# Музей-квартира Виктора Косенко
Музей-квартира Виктора Косенко — находится в Киеве и посвящена композитору и театральному деятелю Виктору Косенко. Открытие состоялось в 1938 году. Экспозиция располагается в его бывшей квартире, где Косенко провёл предсмертные дни. В музее хранятся ценные вещи и ноты из личного архива. Раиса Канеп-Косенко, дочь композитора, завещала квартиру Главному управлениею культуры и искусств исполнительного органа Киевского городского совета. В 2009 году Киевсовет своим постановлением создал филиал Музея театрального, музыкального и киноискусства — Музей-квартиру Виктора Степановича Косенко. Шестью годами позже помещение было передано с баланса Департамента культуры КГГА на баланс Музея театрального, музыкального и киноискусства Украины. В том же году была проведена реконструкция.